# Quevioço
Quevioço  ou Quevioçô   (em fon, Xebioso  ) é o vodu do céu (está entre os jivoduns) que se manifesta em forma do trovão e raio. Ele é o segundo filho do Mawu e é considerado um Vodum de justiça que castiga ladrões, mentirosos, criminosos e malfeitores (incluindo feiticeiros e pessoas que praticaram alguma injustiça). Os seus símbolos são o raio, o carneiro e o fogo, e seus emblemas são a cor vermelha, o sô-kpé ("pedra de raio") e o sossiovi (machado de uma lâmina com forma de cabeça de carneiro). Quevioço tem vários filhos, entre os quais Sobô, Aclombê e Averequete. 
O culto de Quevioço é originário do território Hwedá, ou seja, da mesma área de onde veio o culto de Dambê, mais particularmente, da cidade de Hevié, a qual originou seu nome Quevioço (o trovão ou fogo, de Hevié), depois ele foi incorporando outras divindades do trovão locais, como Bamé-Sô, do território maí, que mais tarde se tornou Badé, além de Jacatá, de origem iorubá e outras, que foram identificados como "filhos de Quevioço". Os iniciados de Quevioço trazem na fronte uma marca feita durante a iniciação com escarificações e tatuagem feita com cinzas de certas substâncias e pelo uso de uma gargantilha feita de algodão torcido (hunkan). Em algumas regiões, seus iniciados ainda usam um colar de contas vermelhas de doze fios (hunjevé). 
Na cultura fon tradicional, quando uma pessoa morre punida por Quevioço (queimada em incêndio ou fulminada por um raio), seu cadáver não é enterrado imediatamente. O corpo é exposto em um cavalete diante do humpame de Quevioço com dinheiro e presentes, e um sacerdote sai e "come" ritualmente o cadáver, tocando-o repetidamente com a mão direita e levando-a à boca. Depois recolhe o dinheiro e os presentes e asperge o cadáver com substâncias simbolicamente "calmantes". Só então a família pode levar o cadáver para o funeral. O processo pode demorar vários dias, ao longo dos quais a família pode acrescentar mais presentes para o templo.